# Đại sứ quán Việt Nam tại Luân Đôn
Đại sứ quán Việt Nam tại London là một phái bộ ngoại giao của Việt Nam ở Vương quốc Liên hiệp Anh và Bắc Ireland. Đại sứ quán Việt Nam cũng có một khu thương mại tại số 108 đường Campden Hill, Holland Park.

## Hình ảnh

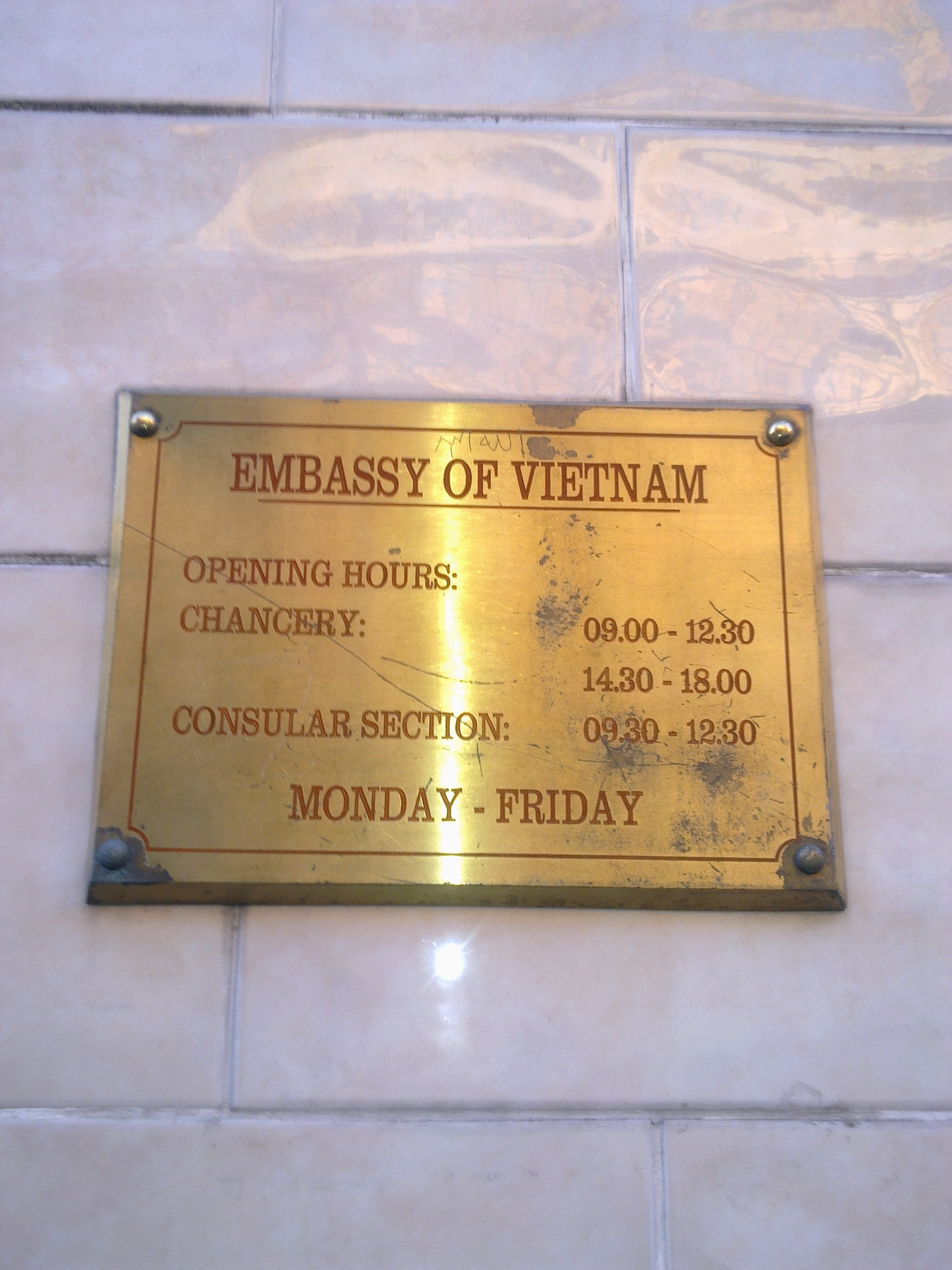
Bảng hiệu bên ngoài Đại sứ quán
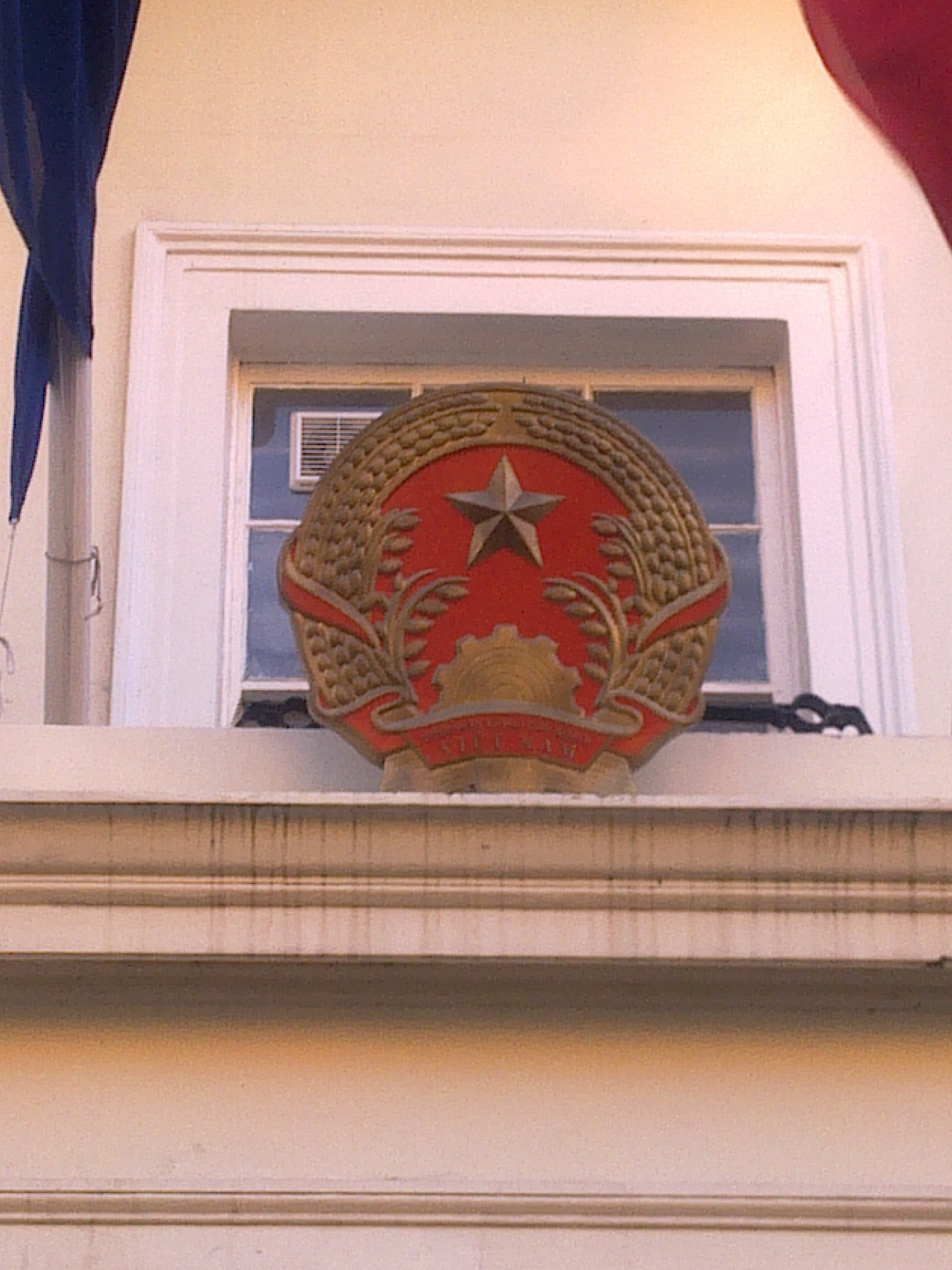
Quốc huy Việt Nam trên cổng Đại sứ quán